# Paratelmatoscopus
Paratelmatoscopus és un gènere d'insectes dípters pertanyent a la família dels psicòdids que es troba a Austràlia (Nova Gal·les del Sud i el Territori de la Capital Australiana) i Malèsia (Indonèsia, les illes Filipines i Malàisia, incloent-hi l'illa de Borneo, Nova Guinea i Irian Jaya).

## Taxonomia
- Paratelmatoscopus borneensis (Quate, 1962)
- Paratelmatoscopus brevistylis (Duckhouse, 1966)
- Paratelmatoscopus candidus (Satchell, 1958)
- Paratelmatoscopus careelensis (Duckhouse, 1966)
- Paratelmatoscopus floricolus (Quate, 1962)
- Paratelmatoscopus impigrus (Quate & Quate, 1967)
- Paratelmatoscopus longistylis (Duckhouse, 1966)
- Paratelmatoscopus mindanensis (Quate, 1965)
- Paratelmatoscopus monticolus (Quate, 1965)
- Paratelmatoscopus nitidus (Quate & Quate, 1967)
- Paratelmatoscopus permistus (Quate & Quate, 1967)
- Paratelmatoscopus plutonis (Quate, 1965)
- Paratelmatoscopus similis (Quate & Quate, 1967)
- Paratelmatoscopus subvariegatus (Satchell, 1953)
- Paratelmatoscopus truncatus (Duckhouse, 1966)
- Paratelmatoscopus variegatus (Satchell, 1953)[7][8][9][10]